# フォーチュン・タウン
フォーチュン・タウン(Fortune Town)は、タイ王国のバンコクのディンデーン区にある、ITモールを中心としたショッピングセンターである。ラチャダーピセーク通り沿いにあり、バンコク・メトロラーマ9世駅に隣接している。地下1Fから地上4Fまでがショッピング街、地上5F以上は駐車場となっている。

## テナント

### 地下1F
- レストランを中心に、スポーツ用品店、本屋、マッサージ屋、薬局などのテナントが入居。
  - MK
  - 東京堂書店

### 地上1F
- レストラン、フードコートなど
  - テスコ・ロータス
  - マクドナルド
  - KFC
  - ピザハット
  - ミスタードーナツ
  - ダンキンドーナツ
  - 山崎パン
  - Kobune(小舟)　（日本食レストラン）
  - ワトソンズ
  - Swensens
  - ペッパーランチ

### 地上2F
- 主に携帯電話、カメラ中心
  - テスコ・ロータス
  - ITモール（携帯電話、カメラ）

### 地上3-4F
- PCのハード、ソフト、周辺機器等

座標: 北緯13度45分28.1秒 東経100度33分53.4秒 / 北緯13.757806度 東経100.564833度